# Manuela González i Griñán
Manuela González i Griñán (Barcelona, 1 de maig de 1956 és una enginyera tècnica agrícola i política catalana, diputada al Parlament de Catalunya en la VII legislatura.

## Biografia
És enginyera tècnica agrícola per l'Escola Superior d'Agricultura de Barcelona i màster en planificació i gestió del medi ambient i els recursos naturals per la Universitat Politècnica de Madrid. Ha participat en el Primer Congrés Català de Producció Agroalimentària Ecològica. Des de 1988 ha treballat al Departament d'Agricultura, Ramaderia i Pesca de la Generalitat de Catalunya com a tècnica de laboratori, docent en capacitació agrària i tècnica d'assessorament de l'àrea agrícola a l'Oficina Comarcal de l'Urgell.
Resident a Tàrrega, hi és membre fundadora del Grup d'Ecologia i Medi Ambient, del Fòrum Femení d'Opinió i de l'Associació de Persones Afectades de Dolor Crònic. També és membre de la comissió permanent del Consell Nacional de Dones de Catalunya en representació de l'Assemblea d'Entitats de Dones de les Terres de Lleida.
En maig de 2006 va substituir en el seu escó Joaquim Llena i Cortina, elegit diputat pel PSC-PSOE per Lleida a les eleccions al Parlament de Catalunya de 2003.

## Obres
- Blayais-Urgell. Terres d'Europe